# Painkiller
Painkiller je dvanaesti studijski album britanskog heavy metal sastava Judas Priest, a izdan je 1990. godine.

## Popis pjesama
1. "Painkiller" (6:06)
2. "Hell Patrol" (3:35)
3. "All Guns Blazing" (3:56)
4. "Leather Rebel" (3:34)
5. "Metal Meltdown" (4:46)
6. "Night Crawler" (5:44)
7. "Between the Hammer & the Anvil" (4:47)
8. "A Touch of Evil" (5:42)
9. "Battle Hymn" (Instrumental) (0:56)
10. "One Shot at Glory" (6:46)

## Osoblje
Judas Priest
- Rob Halford — vokali
- Glenn Tipton — gitara
- K. K. Downing — gitara
- Ian Hill — bas-gitara
- Scott Travis — bubnjevi